# آخرین سامورایی
آخرین سامورایی (به انگلیسی: The Last Samurai) فیلمی آمریکایی محصول سال ۲۰۰۳ در ژانر حماسی  تاریخی، اکشن درام به کارگردانی ادوارد زوئیک است که همچنین فیلمنامه را به همراه جان لوگان و مارشال هرسکوویتز از داستانی به قلم لوگان نوشته است. این فیلم روایت‌گر جنگ سِینان به رهبری سایگو تاکاموری و وقایع سال ۱۸۷۷ میلادی با هدف و غربی‌سازی ژاپن توسط قدرت‌های خارجی است. در این فیلم بازیگرانی همچون تام کروز، کن واتانابه، هیرویوکی سانادا، تونی گلدوین، کویوکی، سوسوکه ایکه‌ماتسو و تیموتی اسپال ایفای نقش کرده‌اند.
آخرین سامورایی ۴۵۶ میلیون دلار در سراسر جهان فروش کرد در حالی که ۱۴۰ میلیون دلار بودجه ساخت آن بوده است و تبدیل به ششمین فیلم پرفروش سال ۲۰۰۳ گردید. فیلم با واکنش‌های مثبتی از سوی منتقدان همراه بود که عملکرد تیم بازیگری، جلوه‌های بصری، فیلمبرداری و موسیقی متن هانس زیمر مورد تحسین قرار گرفت، اما منتقدان نسبت به تصویرسازی برخی از شخصیت‌های تاریخی انتقاداتی داشتند. این فیلم نامزد جوایز متعددی از جمله چهار جایزه اسکار، سه جایزه گلدن گلوب و دو جایزه هیئت ملی بازبینی فیلم شد.
تام کروز برای حضور در این فیلم ۶ ماه آموزش شمشیرزنی دید.

## موسیقی
آخرین سامورایی: موسیقی ارجینال فیلم در ۲۵ نوامبر ۲۰۰۳ توسط وارنر سان‌ست رکوردز منتشر شد.
تمام موسیقی‌های موجود در موسیقی متن فیلم توسط هانس زیمر ساخته، تنظیم و تولید شده است، این آلبوم توسط استودیو هالیوود سمفونی اجرا شده و توسط بلیک نیلی رهبری شده است.
همچنین این آلبوم موسیقی در جدول موسیقی متن برتر ایالات متحده در رتبه ۲۴ قرار گرفت.